# シジュウカラ (漫画)
『シジュウカラ』は、坂井恵理による日本の漫画作品。『JOUR』（双葉社）にて、2018年6月号から2023年6月号まで不定期にシリーズ連載された。
2021年10月25日には、テレビドラマ化が発表された。

## あらすじ
綿貫忍はデビューして20年が経つ漫画家だが、売れっ子漫画家の杜殿津マリのアシスタントとして20年間活動していた。夫・洋平の父親が亡くなったことを機に埼玉へ引っ越すことになり、遠方になるためアシスタント業を辞めることになった。悠太が幼い時に洋平に浮気をされ、育児にも非協力的だった経験を活かし、レディースコミック誌で執筆した。その作品は単行本が出版されたが、それ以来何もなかった。しかしその作品が電子書籍で売れたため、「妻が不倫する話」というテーマで仕事を依頼される。アシスタントを募集し、22歳の橘千秋と出会う。依頼された話は読者の反応が良くなかったが、「18歳年下の美少年との不倫」の話を執筆することになる。執筆のために忍は千秋を利用するが、千秋の方も忍に対して思わせぶりな態度をとる。千秋の母が洋平の浮気相手だと知らされ、忍は千秋のことが好きだと自覚する。千秋は過去に助けられなかった同級生と夫に苦しむ忍を重ね、忍に逃げることを提案する。

## 登場人物
綿貫忍（わたぬき しのぶ）
主人公。千秋と知り合った日に40歳を迎える。旧姓である佐々木が由来の「ササキシノブ」名義でデビューするが、売れずにアシスタントとして活動していた。レディースコミック誌では「ささき蜜柑」名義に変更する。
橘千秋（たちばな ちあき）
22歳。漫画家のオーミヤのアシスタントの経験がある。pixivに投稿しているが、漫画家としてデビューはしていない。小学5年の時に親が離婚している。
綿貫洋平（わたぬき ようへい）
忍の夫。忍より一回り年上で、忍が22歳の時に知り合う。
綿貫悠太（わたぬき ゆうた）
忍の息子。中学生。
山口星宙（やまぐち せいら）
千秋の隣の家に住む女子。千秋のことが好き。

## 書誌情報
- 坂井恵理『シジュウカラ』双葉社〈ジュールコミックス〉、全10巻
  1. 2019年4月17日発売[4][5]、ISBN 978-4-575-33765-5
  2. 2019年4月17日発売[6][5]、ISBN 978-4-575-33766-2
  3. 2019年12月17日発売[7]、ISBN 978-4-575-33766-2
  4. 2021年12月16日発売[8]、ISBN 978-4-575-33870-6
  5. 2022年1月17日発売[9]、ISBN 978-4-575-33871-3
  6. 2022年2月17日発売[10]、ISBN 978-4-575-33872-0
  7. 2022年3月17日発売[11]、ISBN 978-4-575-33873-7
  8. 2022年8月17日発売[12]、ISBN 978-4-575-33887-4
  9. 2023年1月17日発売[13]、ISBN 978-4-575-33907-9
  10. 2023年7月14日発売[14]、ISBN 978-4-575-33922-2

## テレビドラマ
2022年1月8日（7日深夜）から3月26日（25日深夜）までテレビ東京系列の「ドラマ24」枠で放送。
テレビ大阪ではこれまで、同ドラマ枠の放送時間がテレビ東京系列局で唯一遅れネットで放送されていたが、本作より同時ネットに移行される。
時系列は順不同でストーリーが進む形式となっている。

### キャスト
綿貫忍（わたぬき しのぶ）〈39〉
演 - 山口紗弥加
40代で不意に訪れた「セカンドチャンス」に戸惑う売れない漫画家。高校（一校）の漫画研究会の同期には、わさびと呼ばれていた。
橘千秋（たちばな ちあき）〈22〉
演 - 板垣李光人（少年期：白鳥晴都）
忍と恋に落ちるアシスタント。
綿貫洋平（わたぬき ようへい）〈52〉
演 - 宮崎吐夢
忍の夫。
岡野克巳（おかの かつみ）〈45〉
演 - 池内博之
忍の元彼で第二の不倫相手。高校の漫画研究会の同期でもあり、当時のあだ名は岡チン。
橘冬子
演 - 酒井若菜
千秋の母。
杜殿津マリ
演 - 入山法子
忍がアシスタントをしていた漫画家。武田節子の名で人形作家もやっている。
綿貫悠太（わたぬき ゆうた）
演 - 田代輝（1歳時：横田羽海）
忍の息子。中学生。
御子柴涼子
演 - 和田光沙
千秋の母である冬子が働くスナックの店員。
紺野みひろ（こんの　みひろ）
演 - 山口まゆ
千秋の同居人。
山口星宙（やまぐち せいら）
演 - 榊原有那
千秋の隣の家に住む女子。千秋のことが好き。
佐野綾子
演 - 高野ゆらこ
忍の高校の漫画研究会の同期。あだ名は博士。離婚してカラオケボックスに勤め店長になった。
麻生好美
演 - 藤本静
忍の高校の漫画研究会の同期。あだ名はマルコメ。
荒木由香
演 - 後藤ユウミ
忍の担当編集者。
藤原ともり
演 - 野口聖古
忍と同期の漫画家。忍のファンでもあり、忍の漫画に勇気をもらって離婚した。
椎原
演 - 吉田沙世
忍のアシスタント。
山本
演 - 辰巳ゆうと
忍のアシスタント。

役名不明
岡林愛、海斗、三浦大和、吹越ともみ、山﨑七海、曽我久子、白鳥晴郎

### スタッフ
- 原作 - 坂井恵理
- 監督 - 大九明子、成瀬朋一、上田迅
- 脚本 - 開真理
- 漫画監修・協力 - 坂井恵理、ねこしみず美濃、鹿島麻耶
- 漫画協力（五十音順）- イシデ電、おくやまゆか、おざわゆき、水都正枝、森泉岳土、安永知澄
- 音楽 - 侘美秀俊
- オープニングテーマ - ロイ-RöE-「ニードル」（unBORDE）
- エンディングテーマ - SpendyMily「後悔」
- チーフプロデューサー - 祖父江里奈（テレビ東京）
- プロデューサー - 北川俊樹（テレビ東京）、高橋優子（ザ・ワークス）
- 制作 - テレビ東京、ザ・ワークス
- 製作著作 - 「シジュウカラ」製作委員会

### 放送日程
| 各話   | 放送日  | ラテ欄                                          | 監督     |
| ------ | ------- | ----------------------------------------------- | -------- |
| 第1話  | 1月08日 | 18歳年の差のラブ&サスペンス!! 美青年の甘い罠    | 大九明子 |
| 第2話  | 1月15日 | 不意に涙の0距離!! 夜の水族館で美青年の狂気再び  | 大九明子 |
| 第3話  | 1月22日 | 母との歪んだ関係!! 12年隠された青年との繋がり!? | 大九明子 |
| 第4話  | 1月29日 | 男の浮気と女の浮気 新たな嵐                     | 成瀬朋一 |
| 第5話  | 2月05日 | 先生逃げましょう…2人だけの夜と因縁の女と再会    | 成瀬朋一 |
| 第6話  | 2月12日 | 暴かれた2人の関係 母不貞疑惑に息子は!? 決断の時 | 大九明子 |
| 第7話  | 2月19日 | 別れから5年経過!! 元カレ登場で加速する不穏な夜  | 大九明子 |
| 第8話  | 2月26日 | さらばモラハラ夫!! 予期せぬ再会と新たな恋の火花 | 上田迅   |
| 第9話  | 3月05日 | 大人の恋VS若き愛!! 沈黙やぶる5年の謎と傷負う絆  | 上田迅   |
| 第10話 | 3月12日 | 堕ちていく美青年                                | 大九明子 |
| 第11話 | 3月19日 | 狂気の夫魂の叫び!! 求婚への答えと美しき殺意とは | 大九明子 |
| 最終話 | 3月26日 | 18歳差の恋の末路!! 決別の旅の果て出した答えとは | 大九明子 |

| テレビ東京系 ドラマ24                          | テレビ東京系 ドラマ24                   | テレビ東京系 ドラマ24                     |
| 前番組                                         | 番組名                                  | 次番組                                    |
| ---------------------------------------------- | --------------------------------------- | ----------------------------------------- |
| スナック キズツキ （2021年10月9日 - 12月25日） | シジュウカラ （2022年1月8日 - 3月26日） | しろめし修行僧 （2022年4月9日 - 6月25日） |